# Почётные граждане Нальчика
Почётный граждани́н го́рода Нальчика — почётное звание, присуждаемое за особые заслуги жителям города Нальчика, Кабардино-Балкарской Республики.

## История
Звание «Почётный гражданин города Нальчика» учреждено в 1969. До 1990 это звание присваивалось решением исполкома городского Совета народных депутатов по представлению партийных, советских, профсоюзных и других общественных организаций города.

## Список лауреатов

### 1969 — 1991
1. Захаров Федор Васильевич — участник ВОВ, Герой Советского Союза, за освобождение г. Нальчика
2. Дорофеев Александр Петрович — участник ВОВ, Герой Советского Союза за освобождение г.Нальчика
3. Поветкин Петр Георгиевич — участник ВОВ, Герой Советского Союза за освобождение г.Нальчика
4. Леонов Алексей Архипович — летчик космонавт СССР, Герой Советского Союза
5. Шаталов Владимир Александрович — космонавт СССР, Герой Советского Союза
6. Величко Максим Константинович — Герой Социалистического труда
7. Витченко Степан Степанович — Герой Социалистического труда, первый наставник молодежи бригадир сборщиков Ленинградского объединения электроэнергии
8. Николаев Андриан Григорьевич — летчик-космонавт СССР, Герой Советского Союза
9. Грищенко Иван Андреевич — участник ВОВ, полковник, участник освобождения г.Нальчика.
10. Доттуев Ибрагим Ботокаевич — заместитель председателя Республиканского Общества кролиководов, участник ВОВ
11. Стеблинский Сергей Васильевич — участник ВОВ, Герой Советского Союза
12. Яхогоев Михаил Ардашукович — участник ВОВ, Герой Советского Союза
13. Кудаев Черим Карамурзович — Персональный пенсионер, участник ВОВ
14. Чеченов Шамиль Шахан-Гериевич — участник ВОВ, персональный пенсионер РСФСР
15. Карданов Кубати Локманович — герой Советского Союза, генерал-майор авиации в отставке, в связи с 45-летием Победы в ВОВ

### 1991 — 2000
1. Шоров Хасан Исмелович — подполковник милиции, депутат Парламента КБР
2. Тлехугов Юрий Ханашхович — майор милиции
3. Шхагошев Адальби Люлевич — депутат Парламента КБР (1,2 созывы 1995 — 2003г.)
4. Рыдван Енишен — губернатор города г.Кайсери
5. Ниязи Бахчеджиоглы — председатель муниципалитета г.Кайсери
6. Кешоков Алим Пшимахович — Участник ВОВ, писатель
7. Лужков Юрий Михайлович — Мэр г.Москвы 1992 — 2010
8. Хавпачев Хажбекир Хабалович — Участник ВОВ, председатель Союза композиторов КБР
9. Гуртуев Берт Измайлович — Участник ВОВ, народный писатель КБР
10. Коков Валерий Мухамедович — Первый Президент КБР

### 2001 — 2010
1. Евтушенко Николай Никитович — Герой социалистического труда, участник ВОВ
2. Карданов Мурат Наусбиевич — Чемпион XXYII Олимпийских игр
3. Трошев Геннадий Николаевич — Генерал – полковник, советник Президента России, Герой России
4. Каноков Арсен Баширович — Заместитель председателя комитета по бюджету и налогам государственной Думы Федерального Собрания РФ, Президент КБР с 2005 — 2013г.
5. Зурабов Михаил Юрьевич — министр здравоохранения и социального развития РФ
6. Борисов Константин Сергеевич — участник ВОВ
7. Зумакулова Танзиля Мустафаевна — народный поэт КБР
8. Мамхегов Михаил Шуевич — почетный член адыгейской международной академии наук, заслуженный работник сельского хозяйства
9. Волосатов Анатолий Анисимович — участник ВОВ, полный кавалер ордена Славы
10. Катинов Муазин Хуатович — участник ВОВ, ордена «Отечественной войны» 1и 2 степени, «Красной звезды», медали «За оборону Кавказа»,»За освобождение Праги»
11. Макитов Сафар Исхакович — народный поэт КБР, лауреат Государственной премии по литературе, заслуженный работник культуры РФ и КБР
12. Красножан Юрий Анатольевич — футбольный тренер
13. Зубков Виктор Алексеевич — Председатель Правительства Российской Федерации.
14. Беров Мухадин Лякович — министр здравоохранения КБР 1970 — 19
15. Темирканов Юрий Хатуевич — художественный руководитель и главный дирижер Санкт-Петербургской государственной академической филармонии имени Д. Шостаковича
16. Вороков Владимир Халидович — генеральный директор ОАО «Общественная радиотелевизионная компания «Нальчик»
17. Гелястанов Ахмат Жунусович — директор МСДП «Горзеленхоз»

### 2011 — 2017
1. Полищук Иван Ильич — ветеран ВОВ, участник обороны Кабардино-Балкарии, Отличник просвещения РФ, Заслуженный учитель КБАССР, инициатор присвоения Нальчику звания «Город воинской славы».
2. Мовсисян Черкес Бахшиевич — ветеран ВОВ, более 30 лет руководил совхозом «Нальчикский», внес большой вклад в развитие сельского хозяйства городского округа Нальчик.
3. Абдулаев Мустафа Камалович — председатель Нальчикской городской общественной организации ветеранов (пенсионеров) войны, труда, Вооруженных Сил и правоохранительных органов, депутат Совета местного самоуправления городского округа Нальчик четвертого и пятого созывов
4. Исмаилов Али Исмаилович —ветеран Великой Отечественной войны и ветерану труда, работавшему с 1976 по 1982 годы председателем исполкома Нальчикского городского Совета народных депутатов.